# Universität Abt Oliba CEU
Die Universität Abt Oliba CEU (auf Katalanisch und offiziell: Universitat Abat Oliba CEU) ist eine römisch-katholisch inspirierte gemeinnützige Privatuniversität in Barcelona. Diesen Status erlangte sie 2003 durch Dekret des Parlaments von Katalonien, mit dem das 1973 gegründete gleichnamige Universitätskolleg als Universität anerkannt wurde. Die Universität trägt den Namen von Abt Oliba de Besalú.
Die UAO ist eine der drei spanischen Universitäten der CEU-Bildungsgruppe und gehört der katholischen Vereinigung der Propagandisten an, einer Institution, die 1908 vom Jesuitenpater Ángel Ayala gegründet wurde. Der Hauptsitz der UAO CEU befindet sich auf dem Campus de Bellesguard im Distrikt Sarrià-Sant Gervasi. Der Architekt Miquel Àngel Armengou hat mit seinem Atelier in Barcelona den Bau der Universität, die die zentrale Kirche umgibt, entworfen und geleitet.

## Geschichte

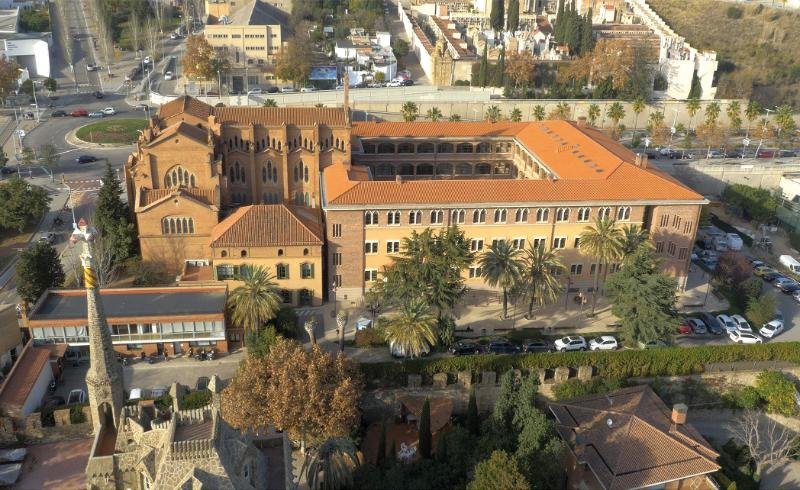
Campus der Universität Abt Oliba CEU in Barcelona

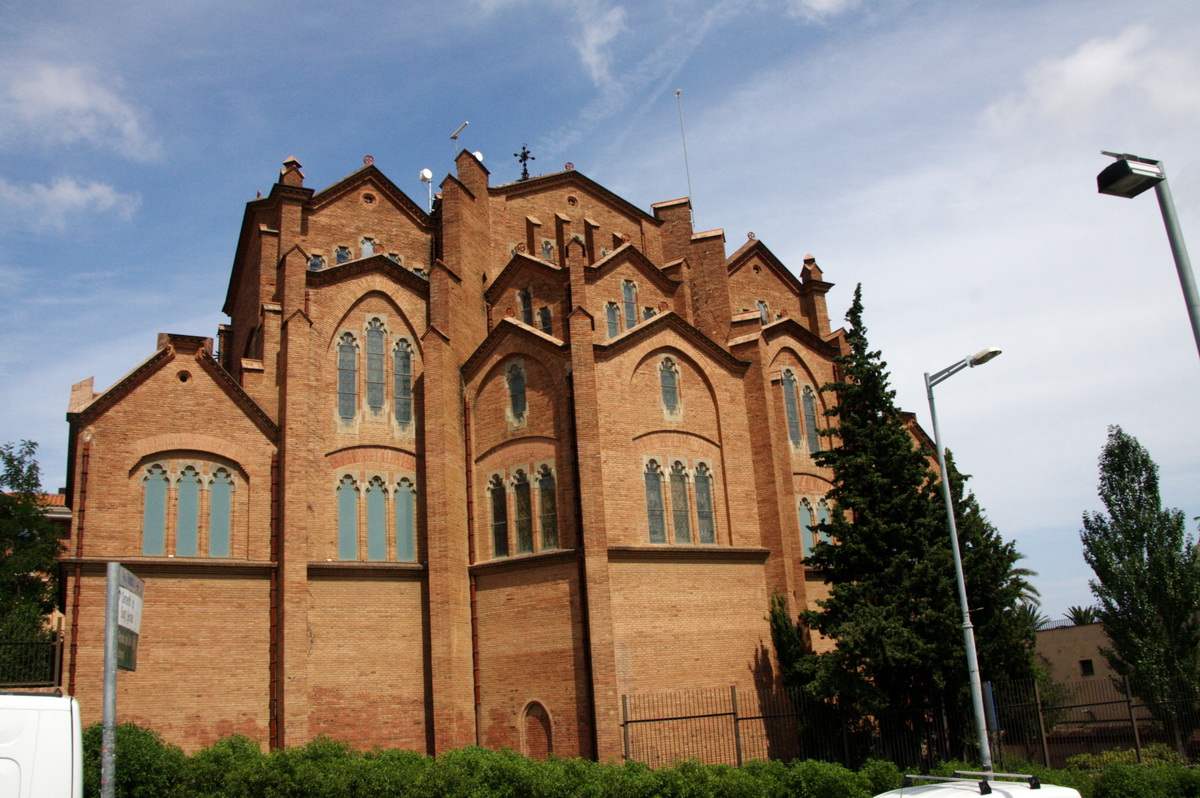
Der Redentor-Konvent

Der Ursprung der heutigen Universität geht auf das Universitätskolleg Abt Oliba zurück, das 1973 von der Fundación Universitaria San Pablo CEU in Barcelona gegründet wurde. Im Januar 1974 wurde es anhand einer Zuschreibungs- und Kooperationsvereinbarung mit der Universität Barcelona eröffnet und ist damit die älteste private Rechtsfakultät in Katalonien.
1992 erwarb die Hochschule das vom Jugendstil-Architekten Bernardí Martorell auf Betreiben der Wohltäterin Francesca Balart hin errichtete Bauwerk, um es in den heutigen Hauptsitz umzuwandeln, der 1995 eingeweiht wurde. Im selben Jahr wurde die Fakultät zeitgleich mit dem Umbau durch den Architekten Miquel Àngel Armengou in Centre Docent d’Ensenyament Superior Abat Oliba umbenannt und es wurden die Universitätsabschlüsse in Jura, Betriebswirtschaft und Unternehmensführung sowie das Grundstudium der Wirtschaftswissenschaften aufgenommen.
2003 wurde die Universität Abt Oliba CEU durch das vom Parlament von Katalonien verabschiedete Gesetz anerkannt und wurde Teil der drei spanischen Universitäten der CEU-Bildungsgruppe.
2007 wurden die GoliADs UAO CEU Awards ins Leben gerufen – Werbe- und Kommunikationspreise, die jährlich von den Studenten der Universität an Werbeagenturen und Medien vergeben werden. Die GoliADs folgen den ICOMI Awards, die bis 1995 zurückreichen, als sie von der Werbefachschule ICOMI geschaffen wurden.
Seit 2012 findet die UAO CEU International Journalism Week statt, ein fünftägiger internationaler Kongress, an dem englischsprachige Redner aus dem Bereich Journalismus teilnehmen. Die UAO CEU International Journalism Week findet jährlich statt und behandelt in jeder Ausgabe ein anderes Thema.
Im Dezember 2012 verpflichteten sich die UAO CEU und die restlichen katalanischen Universitäten zur Verteidigung der sprachlichen Immersion und ihres eigenen Zugangs zur Hochschulbildung als Reaktion auf das vom spanischen Minister José Ignacio Wert eingeführte Organgesetz zur Verbesserung der Bildungsqualität. Im Januar 2013 vereinbarten die UAO CEU und andere Universitäten Kataloniens auf Anregung der spanischen Regierung und des Interuniversitätsrats, die Bewertung ihrer Qualität und Wettbewerbsfähigkeit anhand von U-Multirank-Indikatoren vorzunehmen, die von der Generaldirektion Bildung und Kultur der Europäischen Kommission gefördert werden. Dieses Bewertungssystem, dem sich 500 internationale Universitäten freiwillig angeschlossen haben, wurde mit verschiedenen Parametern entwickelt, um rigorosere und flexiblere Informationen zu bieten, mit dem Ziel, die Vielfalt der Universitäten, insbesondere der europäischen, widerzuspiegeln.

## Rektoren
- 2003–2004: Joan Corona
- 2004–2009: José María Alsina Roca
- 2009–2017: Pérez del Valle
- 2017–2018: Eva Perea
- 2019–2024: Rafael Rodríguez-Ponga
- seit 2024: Arcadi Gual Sala

## Lehre und Forschung

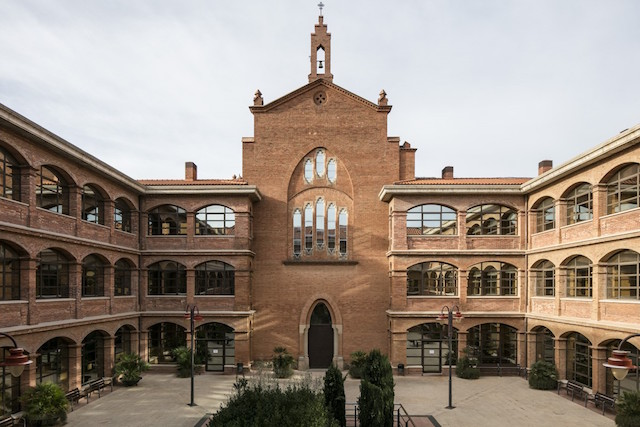
Klosterhof der Abt Oliba CEU

Die UAO CEU ist in drei Fakultäten unterteilt: die Fakultät für Jura und Betriebswirtschaft, die Fakultät für Kommunikation, Bildung und Geisteswissenschaften und die Fakultät für Psychologie. In ihnen können Bachelor-, Master- und Postgraduiertenabschlüsse in den Bereichen Kommunikation, Recht und Politikwissenschaft, Bildung, Betriebswirtschaft und Wirtschaftswissenschaften, Geisteswissenschaften und Psychologie absolviert werden.
2017 bewilligte die UNESCO der UAO CEU den Lehrstuhl für Frieden, Solidarität und interkulturellen Dialog, um ein umfassendes Konzept des Friedens zu fördern. Hinzu gekommen sind der Lehrstuhl für Familienunternehmen und Unternehmensgründung; der Lehrstuhl für Solidarwirtschaft; der Lehrstuhl Gift & Task für Bioethik und Recht; der Lehrstuhl Martin I. (Aragón), Graf von Barcelona, und 2019 der Lehrstuhl CEU Elcano – Primera Volta al Món (dt. erste Weltumrundung).
Im Jahr 2020 wurden bei der Europäischen Union der Lehrstuhl Antonio de Montserrat für Weltstudien und der Lehrstuhl Jean Monnet für Steuerintegration geschaffen, die mit wettbewerbsfähigen europäischen Mitteln aus dem Erasmus-Programm für Jean-Monnet-Aktivitäten finanziert wurden.
Außerdem gibt es das Arbeitsobservatorium, das sich aktuellen Themen der Arbeitswelt widmet, und das Institut für Gesundheitswissenschaften.
Die UAO CEU hat sechs Forschungsgruppen: MULTICULTCOM (Kommunikation und Konflikt in einer multikulturellen Gesellschaft), TRIVIUM (Familie, Bildung und integrative Schule), EAEDIUM (Angewandte Ökonomie, Bildungsökonomie und Marktforschung), EJES (Beschäftigungsfähigkeit, Jugend und soziale Ausgrenzung), GREFE (Familienunternehmen und Unternehmertum) sowie PROSOPON (die Person und das persönliche Leben).
Die UAO CEU ist Mitglied der Rektorenkonferenz der Spanischen Universitäten (CRUE), des Institut Joan Lluís Vives, dessen Vorsitz sie im Zeitraum 2019–2020 innehatte, sowie der European Association for International Education und des International Council of Universities of Saint Thomas Aquinas. 2020 trat sie der Internationalen Föderation Katholischer Universitäten und der Internationalen Plattform der Mitarbeit und Migration bei. Sie gehört der CEU-Bildungsgruppe an und ist eine der drei CEU-Universitäten.

## Aktivitäten

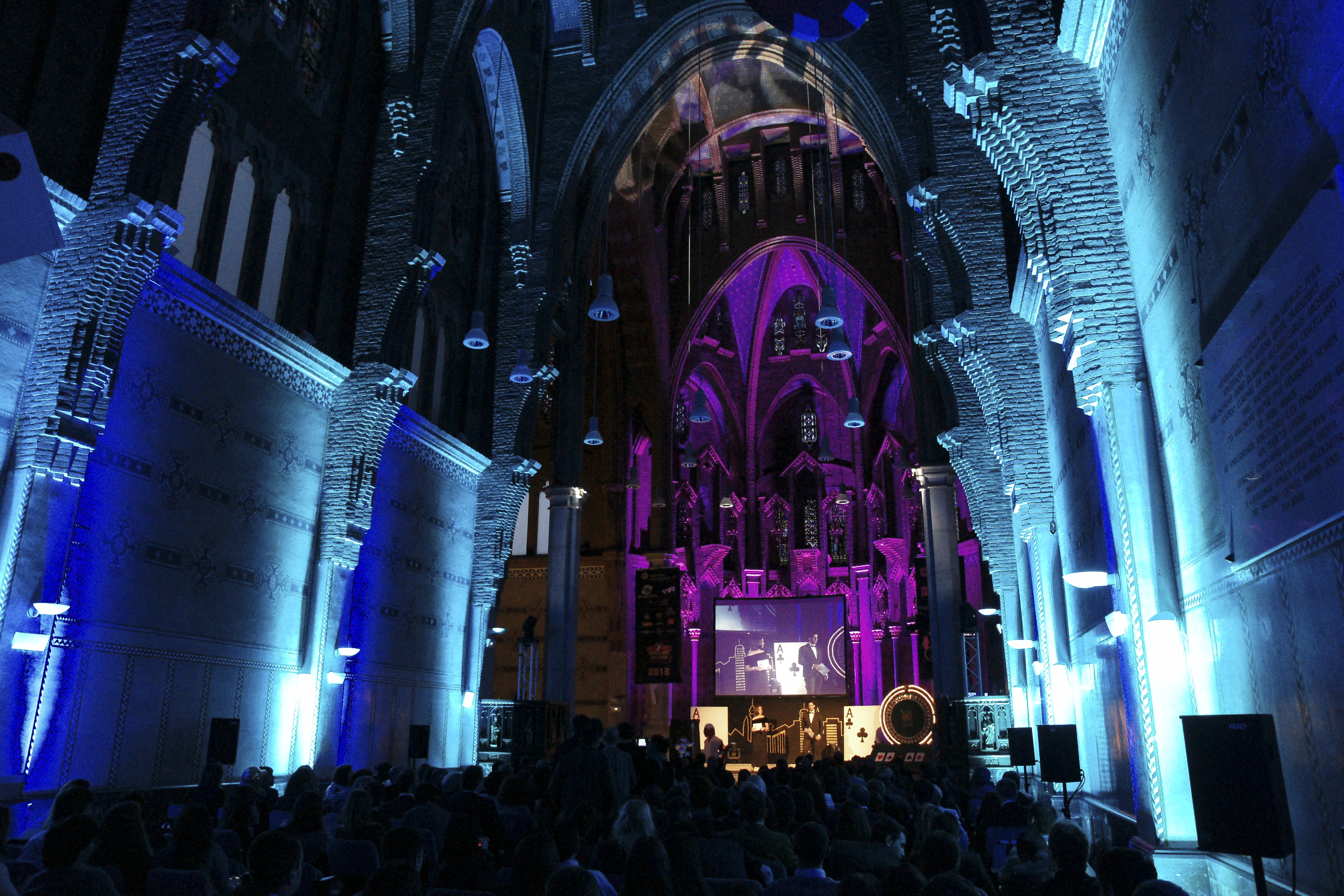
Zeremonie der GoliADs UAO CEU Awards

Neben ihrer Forschungs- und Lehrfunktion organisiert die UAO CEU kulturelle und informative Aktivitäten. 2007 wurden die GoliADs UAO CEU Awards ins Leben gerufen – Werbe- und Kommunikationspreise, die jährlich von den Studenten der Universität an Werbeagenturen und Medien vergeben werden.
Seit 2013 organisiert sie die BCN Thinking Challenge, einen vom Entrepreneurs Club der Universität geschaffenen Universitätsmarathon für soziales Unternehmertum.
Im Jahr 2015 wurden die Treffen zu Bildungsinnovationen Education Talks ins Leben gerufen, die in zwei jährlichen Sitzungen organisiert werden – eine Sitzung zu Bildungsinnovationen und eine zweite zu einem monografischen Thema.
Seit 2017 gibt es die Digital Communication Week. Bisher wurden zwei Ausgaben abgehalten: eine befasste sich mit der Rolle der künstlichen Intelligenz und die andere mit der digitalen Transformation. Sie findet im Rahmen des Masterstudiengangs Digitale Kommunikation und Neue Technologien statt.
Im Rahmen der Forschungsgruppe Familie, Bildung und integrative Schule wird jedes Jahr der Kongress Word in Education veranstaltet, mit wechselndem Hauptsitz an der Universität Abt Oliba CEU, der Jesuitenuniversität Ignatianum (Polen) und den Facultés Libres de Philosophie et de Psychologie (Frankreich).
Weitere Kongresse, die die CEO der UAO organisiert, sind der Kongress für Recht und Gesellschaft und der Europäische Kongress für Christliche Anthropologie und Wissenschaften der psychischen Gesundheit; der erste hielt seine erste Ausgabe im September 2018 und der zweite im September 2019 ab.
Die UAO CEU war die erste Universität, die sich dem Programm Einrichtungen mit Herz (Entitats amb Cor) der Caritas Internationalis Barcelonas anschloss. Sie ist Mitglied der CEU-Bildungsgruppe, der privaten Bildungseinrichtung, die in Spanien die meisten Ressourcen für Stipendien und Studienbeihilfen bereitstellt.

## Anerkennungen

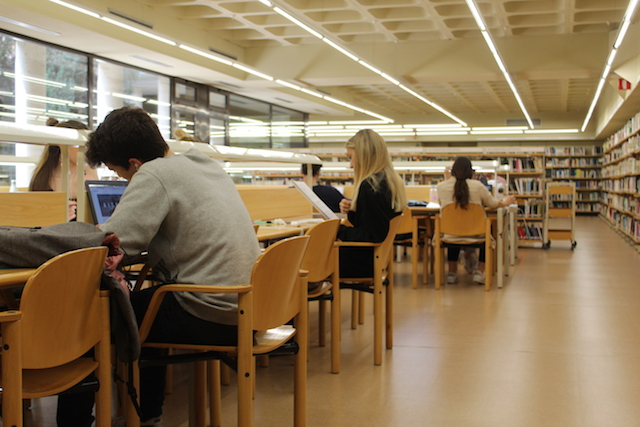
Bibliothek der UAO CEU

Im Bildungsbereich ist die UAO CEU die erste katalanische Privatuniversität in der Rangliste spanischer Universitäten, wie das Institut für Industrie- und Finanzanalyse (IAIF) der Universität Complutense Madrid bestätigt. Beim nationalen Vergleich belegt sie den dritten Platz hinter der Universität Navarra und der Päpstliche Universität Comillas.
In der siebten von der Agentur für die Qualität des katalanischen Hochschulsystems erstellten Umfrage zur Beschäftigungsfähigkeit der Absolventen katalanischer Universitäten (2020) erreichten diejenigen der UAO CEU eine Beschäftigungsquote von 95,3 %, etliche Punkte über dem Durchschnitt der übrigen Universitäten im Bereich Sozialwissenschaften.
Der Studie Vía Universitaria (2016) der Fundació Jaume Bofill und des Institut Joan Lluís Vives zufolge sind 85 % der Studierenden der UAO CEU mit den Studiengängen zufrieden. Im siebten Universitäts-Ranking der Stiftung CyD (2020) belegt die UAO CEU den ersten Platz bei den Leistungen Internationale Mobilität, Internationales Lehrpersonal, Praktika in Unternehmen der Region, Abschlussquote und Quote der akademischen Leistung.
Laut dem von Times Higher Education erstellten World University Ranking gehören CEU-Universitäten zu den 500 besten der Welt und belegen den sechsten Platz unter den spanischen Universitäten.

## Sitz

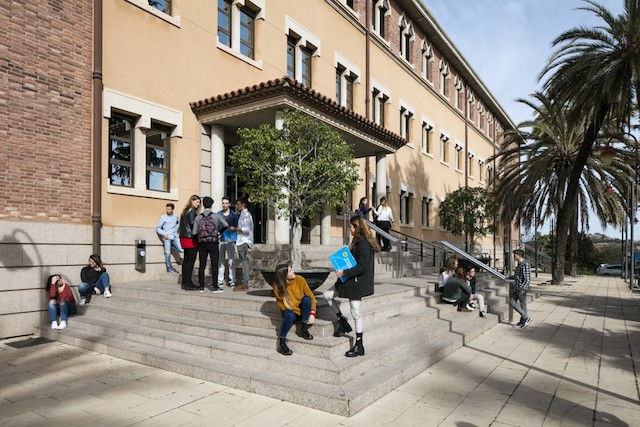
Haupteingang der Universität

Die UAO CEU hat ihren Hauptsitz auf dem Campus de Bellesguard, der sich rund um die Palastfestung des Hauses Barcelona.
Im Jahr 1900 wurde ein Teil des Grundstücks abgetrennt, damit der Architekt Antoni Gaudí eine Residenz für den Industriellen Jaume Figueres bauen konnte, die als Torre Bellesguard bekannt ist. Auf dem restlichen Grundstück schufen die Oblaten des Heiligsten Erlösers 1925 eine Religionsgemeinschaft mit sozialen Vorhaben, für die der Architekt Bernardí Martorell dank der Großzügigkeit der Wohltäterin Francesca Balart ein Gebäude errichtete. Martorell, ein Schüler von Gaudí, konzipierte eine Kirche mit hyperboloiden Gewölben, die heute die Aula Magna / Aula Sacra ist.
Kirche und Kreuzgang wurden 1992 vom Architekten Miquel Àngel Armengou so ausgestattet, dass sie als Hauptsitz der UAO CEU dienen können. 2018 wurden in der Aula Magna / Aula Sacra Renovierungsarbeiten durchgeführt, bei denen eine Fußbodenheizung und neue audiovisuelle Geräte installiert wurden. 2019 wurden die neuen Radio-, Fernseh- und Fotostudios eingeweiht.

## Ehemalige Studierende (Auswahl)
- Miquel Calçada (* 1965), Journalist, Mitbegründer der Grupo Flaix
- Dolors Montserrat (* 1973), Europaabgeordnete
- Joana Ortega Politikerin
- Juan Carlos Girauta (* 1961), Politiker und Schriftsteller
- Joan Puigdollers i Fargas, Politiker
- Fernando de Páramo, Politiker und Journalist
- Neus Munté (* 1970), Anwältin und Politikerin
- Carina Mejías, Anwältin und Politikerin
- José Luis Ayllon, Anwalt und Politiker
- Víctor López, Politischer Berater
- Jorge Moragas, Politiker und spanischer Diplomat
- Eva Parera, Anwältin, Unternehmerin und Politikerin